# Tadeusz Maciejewski (muzykolog)
Tadeusz Maciejewski (ur. 22 czerwca 1936 w Warszawie) – polski muzykolog.

## Życiorys
Studiował na Uniwersytecie Warszawskim u Hieronima Feichta i na Université de Poitiers u Solange Corbin. Od 1980 wykładał na Akademii Muzycznej w Warszawie. 
W 1984 zorganizował Ośrodek Dokumentacji i Badań Dawnej Muzyki Polskiej (ODiBDMP) przy Warszawskiej Operze Kameralnej, którym kierował przez cały okres jego działalności, tj. do 2010. Celem Ośrodka było odkrywanie w kraju i za granicą nieznanych dzieł dawnej muzyki polskiej kompozytorów polskich i obcych związanych z Polską, a następnie przygotowanie nowo odnalezionych zabytków muzyki do wykonania scenicznego lub estradowego.
Ośrodek miał duży wkład w tworzenie repertuaru poszczególnych edycji Festiwalu Muzyki Staropolskej w Zabytkach Warszawy Ad hymnos ad cantus organizowanego w ramach działalności artystycznej Warszawskiej Opery Kameralnej. Dzięki jego odkryciom i opracowaniom słuchacze festiwalu mieli sposobność poznać twórczość, a nierzadko prawykonania utworów takich kompozytorów, jak: Józef Bolechowski, Bazyli Bohdanowicz, Wojciech Dankowski, Jan Engel, Antoni Milwid, Piotr z Grudziądza, Wincenty z Kielczy, Maciej Radziwiłł, Wisław z Rugii i Marcin Józef Żebrowski.

## Ważniejsze publikacje
(na podstawie materiałów źródłowych)
- Zasób utworów z ksiąg Archikonfraterni Literackiej w Warszawie 1668–1829 (Warszawa, 1972)
- Papiery muzyczne po kapeli klasztoru Panien Benedyktynek w Staniątkach (Warszawa, 1984)
- Gaude Mater Polonia. Św. Stanisław w polskiej muzyce i poezji średniowiecza (Warszawa, 1993)